# Josplatån

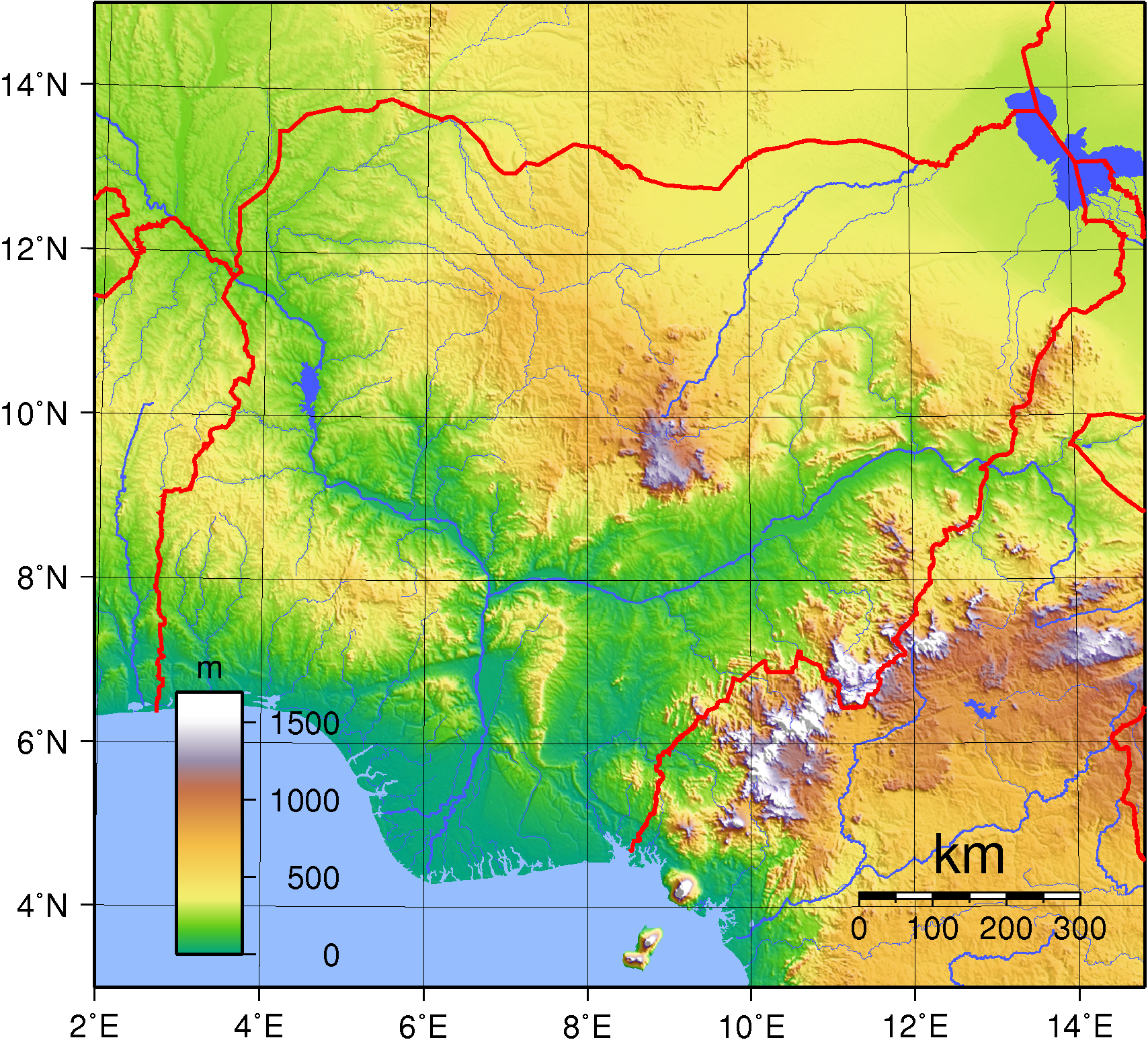
Josplatån (mitten) på en topografisk karta över Nigeria.

Josplatån, tidigare Bauchiplatån, är en högplatå i centrala Nigeria. Den avgränsas av branta kanter och omfattar Afrikas viktigaste tenngruvdistrikt. Platån består av gnejs och granit, och omfattar en mängd utslocknade vulkaner. Genomsnittshöjden är cirka 1 250 meter över havet, och den högsta punkten är Mount Shere (1 780 meter över havet) nära staden Jos. Klimatet är relativt kyligt och rikt på nederbörd.
Den moderna tennbrytningen går tillbaka till början av 1900-talet, och området har sedan dess varit bland världens främsta tennproducenter. Här utvinns även columbit, volfram, kaolin, zirkon, uran och torium.